# ATunes
aTunes ist ein freier (GPL-lizenzierter) Audio-Spieler.

## Geschichte
Anfang 2006 entstand aTunes, weil der Autor Alex Aranda eine Anwendung suchte, die die Tags der Musikstücke seines Apple iPod lesen konnte. Zudem sollten die Lieder auf der Festplatte organisiert angezeigt werden können. Als erste Version kam am 24. März 2006 aTunes 0.3 heraus. Allmählich kamen neue Funktionen hinzu, unter anderem auch von Freiwilligen, die einen Teil der Entwicklungsarbeit leisten. Auch die Anzahl der Übersetzungen nahm zu, so dass heute 26 Sprachen verfügbar sind. Mit der Veröffentlichung des Jukebox Power Pack hat das aTunes-Team seinen Willen zur Kooperation mit dem unter der GPL stehenden Jajuk-Projekt sowie Jukes, das unter einer Creative-Commons-Lizenz steht, bekräftigt.

## Funktionen
aTunes wird in Java entwickelt und ist damit auf einer Vielzahl von Plattformen lauffähig. Für Wiedergabe, Kodieren und Dekodieren werden MPlayer bzw. LAME und andere freie Programme verwendet.
aTunes spielt Vorbis, MP3, FLAC, AAC und andere Dateiformate ab, verwaltet Musiksammlungen, unterstützt die Wiedergabe von Web-Radios und das Abrufen von Podcasts, kann Musik von Audio-CDs einlesen und Metadaten bearbeiten.
aTunes bietet auch Unterstützung für verschiedene Internet-Dienste wie Last.fm, womit Benutzer ihre gespielten Lieder an diesen Dienst senden können, Audioscrobbler (mittlerweile in Last.fm integriert), mit dem ähnliche Musik gefunden werden kann, sowie das Abrufen von Liedtexten oder Kontextinformationen von Wikipedia, YouTube oder Google Video.